# Bitwa pod Barem (VII 1920)

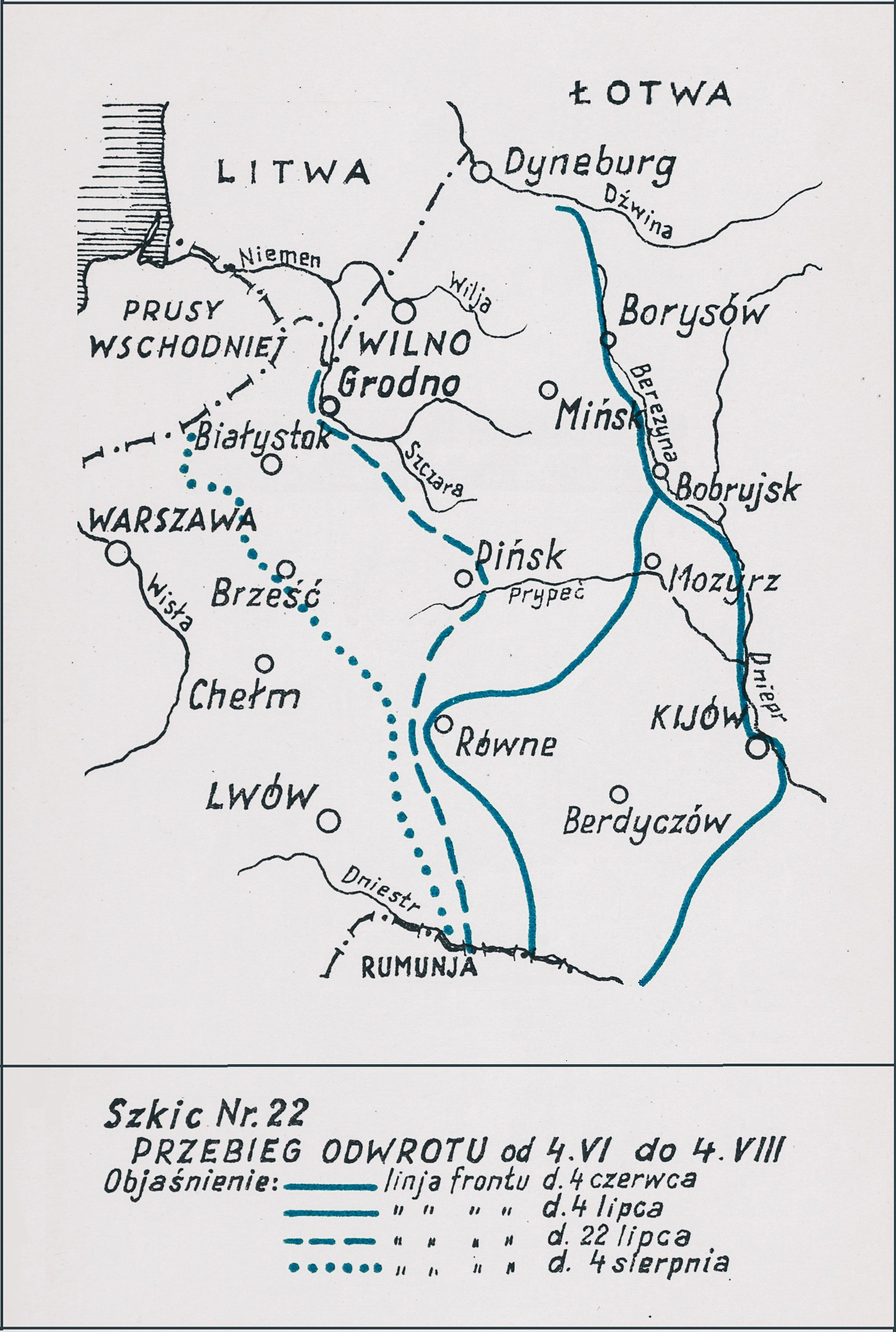
Adam Przybylski,
Wojna polska 1918–1921

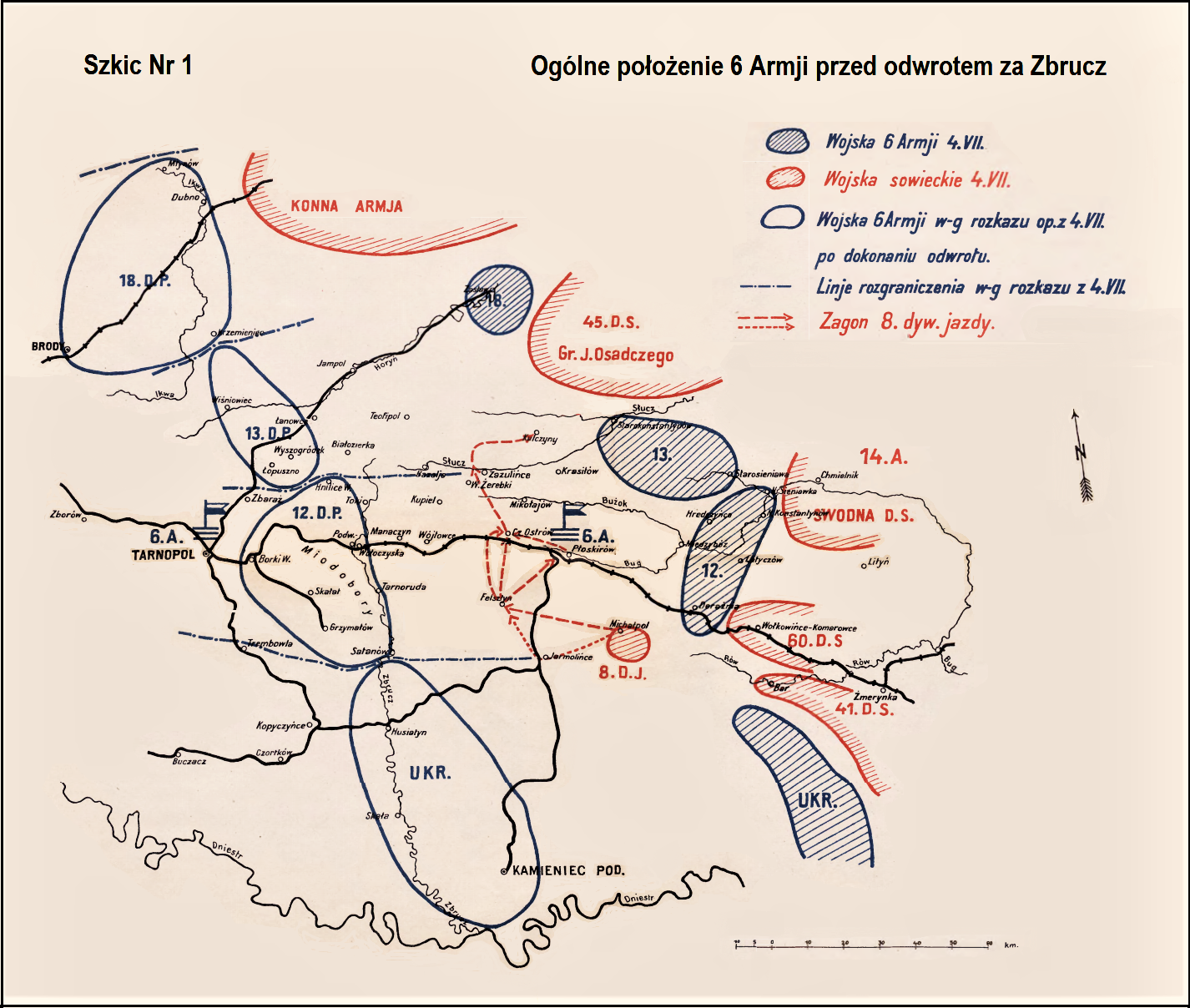
Marian Kukiel,
Bitwa pod Wołoczyskami

Bitwa pod Barem  – walki polskiego 54 pułku piechoty z oddziałami sowieckiej 8 Dywizji Kawalerii toczone w okresie ofensywy Frontu Południowo-Zachodniego w czasie wojny polsko-bolszewickiej.

## Sytuacja ogólna
26 maja na Ukrainie wojska sowieckiego Frontu Południowo-Zachodniego przeszły do ofensywy, a już 5 czerwca trzy dywizje sowieckiej 1 Armii Konnej Siemiona Budionnego przełamały trwale polski front pod Samhorodkiem na odcinku obrony grupy gen. Jana Sawickiego. 10 czerwca odwrót spod Kijowa w kierunku na Korosteń rozpoczęła polska 3 Armia. W ostatnich dniach czerwca poszczególne związki operacyjne Frontu Ukraińskiego, dowodzonego już przez gen. Edwarda Rydza-Śmigłego, ugrupowane były w następujący sposób: Armia Ukraińska gen. Michajła Omelianowicza-Pawlenki skupiona była nad Dniestrem, w kierunku granicy z Rumunią, 6 Armia gen. Wacława Iwaszkiewicza-Rudoszańskiego zajmowała odcinek frontu Dniestr–Chmielnik–Lubar, nowo sformowana 2 Armia gen. Kazimierza Raszewskiego znajdowała się na linii rzek Słucz i Horyń, a 3 Armia gen. Edwarda Rydza-Śmigłego rozlokowana była nad Uborcią.

## Walki pod Barem
2 lipca bataliony 54 pułku piechoty obsadziły odcinek frontu w rejonie Baru. I batalion rozwinął się na wschód od Baru, a swoje prawe skrzydło oparł o rzekę Rów, III batalion ugrupował się na północ od I batalionu, wzdłuż linii kolejowej Żmerynka – Wołkowińce, a II batalion po obu stronach toru Wołkowińce – Radowce, między obiema stacjami. Zadanie obrony 15 kilometrowego odcinka wymusiło zorganizowanie obrony systemem sieci placówek.
W południe sowiecka kawaleria, wspierana ogniem trzech pociągów pancernych, zaatakowała pozycje II batalionu kpt. Mariana Ocetkiewicza. Rzadko rozmieszczone placówki nie były w stanie dać skutecznego odporu i przeciwnik przeniknął przez ugrupowanie polskich pododdziałów, zrywając między nimi łączność.
Jeden z pociągów pancernych otworzył ogień na stojące przy torze 5 i 8 kompanię i zmusił je do cofnięcia się w kierunku północnym. na odcinek obrony 52 pułku piechoty. 6 kompania, przy której był dowódca batalionu, cofnęła się w kierunku na Jeltuchy.
Następnego dnia oddziały 8 Dywizji Kawalerii uderzyły od strony Mańkowic na III batalion 54 pp i weszły do Baru, ale dzięki twardej obronie 8 kompanii por. Różyckiego nie doszło do okrążenia III batalionu. Ponieważ kończyła się amunicja, kpt. Ocetkiewicz nakazał odwrót. Maszerowano w zwartych kolumnach i odpierano ataki sowieckiej kawalerii. Mijając wioski, polscy żołnierze byli ostrzeliwani przez ich mieszkańców. Bataliony obeszły Bar od północy i dołączyły nad Zbruczem do macierzystego pułku.

## Bilans walk
Batalionom 54 pułku piechoty nie udało się utrzymać swoich pozycji. W walkach pod Barem straciły około 20% stanu osobowego.